# Morampudi
Morampudi es una ciudad censal situada en el distrito de Godavari Este en el estado de Andhra Pradesh (India). Su población es de 15346 habitantes (2011). Se encuentra a 48 km de Kakinada y a 134 km de Vijayawada. 

## Demografía
Según el censo de 2011 la población de Morampudi era de 15346 habitantes, de los cuales 7581 eran hombres y 7765 eran mujeres. Morampudi tiene una tasa media de alfabetización del 64,96%, inferior a la media estatal del 67,02%: la alfabetización masculina es del 71,25%, y la alfabetización femenina del 58,86%.